# Линда (фильм)
«Линда» (англ. Linda) — кинофильм. Экранизация произведения, автор которого — Джон МакДональд.

## Сюжет
Две соседские супружеские пары вместе поехали в отпуск на морской курорт. На отдыхе Линда начала флиртовать с соседом. Узнав об этом, ревнивый муж схватился за ружьё…

## В ролях
| Актёр            | Роль                     |
| ---------------- | ------------------------ |
| Вирджиния Мэдсен | Линда Коули              |
| Ричард Томас     | Пол Коули                |
| Тед Макгинли     | Брендон «Джефф» Джеффрис |
| Лора Хэррингтон  | Стелла Джеффрис          |
| Т. Э. Рассел     | Дэвид Хилл               |
| Дон Фергюсон     | Дэвис Вернон             |
| Ричард Олсен     | рабочий                  |
| Дэвид Двайер     | Дайк Мэттьюз             |
| Майкл Гудвин     | Карл Шепп                |
| Мария Хауэлл     | Ширли                    |